# Ceraclea lobulata
Ceraclea lobulata är en nattsländeart som först beskrevs av Martynov 1935.  Ceraclea lobulata ingår i släktet Ceraclea och familjen långhornssländor. Inga underarter finns listade i Catalogue of Life.